# Communauté de communes du Pays Roussillonnais
Die Communauté de communes du Pays Roussillonnais ist ein ehemaliger französischer Gemeindeverband mit Rechtsform einer Communauté de communes im Département Isère, dessen Verwaltungssitz sich in der Gemeinde Saint-Maurice-l’Exil befand. Er lag ganz im Westen des Départements am linken Ufer der Rhone. Der Gemeindeverband bestand aus 22 Gemeinden auf einer Fläche von 212,21 km2.

## Geschichte
Die finanzielle Zusammenarbeit zwischen den Gemeinden des Kantons Roussillon ging zurück auf ein in den 1960er Jahren gegründetes syndicat intercommunal, das 1992 in ein district umgewandelt wurde. Seit 1992 bestand dieses unter der heutigen Rechtsform als Communauté de communes. Mit jeder Umwandlung sowie in den Jahren nach 2002 wuchs die Zahl der dem Verband zugewiesenen Kompetenzen.
Der Gemeindeverband fusionierte am 1. Januar 2019 mit der Communauté de communes du Territoire de Beaurepaire, um den neuen Gemeindeverband Communauté de communes Entre Bièvre et Rhône zu bilden.

## Aufgaben
Zu den vorgeschriebenen Kompetenzen gehörten die Entwicklung und Förderung wirtschaftlicher Aktivitäten und des Tourismus sowie die Raumplanung auf Basis eines Schéma de Cohérence Territoriale. Darüber hinaus bestimmte der Gemeindeverband die Wohnungsbaupolitik. Er betrieb die Straßenmeisterei, die Abwasserentsorgung, die Müllabfuhr und -entsorgung und beteiligte sich am Unterhalt der Rettungsdienste. Zur Verbesserung der Mobilität evaluierte der Verband die Einrichtung eines Nahverkehrsnetzes und die Schaffung von Parkraum im Bereich der Bahnhöfe an der Bahnstrecke Paris–Marseille im Rhonetal. Außerschulische Aktivitäten und mit Schulen assoziierte Vereine wurden ebenfalls gefördert.

## Ehemalige Mitgliedsgemeinden
Folgende 22 Gemeinden gehörten der Communauté de communes du Pays Roussillonnais an:
1. Agnin
2. Anjou
3. Assieu
4. Auberives-sur-Varèze
5. Bougé-Chambalud
6. Chanas
7. Cheyssieu
8. Clonas-sur-Varèze
9. La Chapelle-de-Surieu
10. Le Péage-de-Roussillon
11. Les Roches-de-Condrieu
12. Roussillon
13. Sablons
14. Saint-Alban-du-Rhône
15. Saint-Clair-du-Rhône
16. Saint-Maurice-l’Exil
17. Saint-Prim
18. Saint-Romain-de-Surieu
19. Salaise-sur-Sanne
20. Sonnay
21. Vernioz
22. Ville-sous-Anjou